# Coupe d'Union soviétique de football 1983
Navigation
Édition 1982 Édition 1984
La Coupe d'Union soviétique 1983 est la 42e édition de la Coupe d'Union soviétique de football. Elle se déroule entre le 19 février et le 8 mai 1983.
La finale se joue le 8 mai 1983 au stade Lénine de Moscou et voit la victoire du Chakhtior Donetsk, qui remporte sa quatrième coupe nationale aux dépens du Metallist Kharkov. Ce succès lui permet de se qualifier pour la Coupe des coupes 1983-1984.

## Format
Quarante équipes prennent part à cette édition. Cela inclut les 18 participants à la première division 1983 ainsi que les 22 clubs du deuxième échelon.
Le format avec phase de groupes en place depuis 1979 est abandonné au profit d'un retour au format précédent exclusivement composé de tours à élimination directe.
Le tournoi se divise en six tours, à l'issue desquels le vainqueur de la compétition est désigné. Les équipes de la première division font leur entrée en lice lors du deuxième tour, à l'exception du tenant du titre le Dinamo Kiev qui démarre en quarts de finale.
Chaque confrontation prend la forme d'une rencontre unique jouée sur la pelouse d'une des deux équipes. En cas d'égalité à l'issue du temps réglementaire d'un match, une prolongation est jouée. Si celle-ci ne suffit pas à départager les deux équipes, le vainqueur est désigné à l'issue d'une séance de tirs au but.

## Résultats

### Premier tour
Les rencontres de ce tour sont jouées le 19 février 1983.
| Date            | Domicile                | Score                | Extérieur                   |
| --------------- | ----------------------- | -------------------- | --------------------------- |
|                 | SKA-Khabarovsk (D2)     | 1 - 0                | (D2) Chinnik Iaroslavl      |
|                 | SKA Rostov (D2)         | 1 - 0                | (D2) Metallourg Zaporojié   |
| 19 février 1983 | Tavria Simferopol (D2)  | 1 - 0                | (D2) SKA Karpaty Lvov       |
| 19 février 1983 | Pamir Douchanbé (D2)    | 0 - 1 ap             | (D2) Rotor Volgograd        |
| 19 février 1983 | Kouban Krasnodar (D2)   | 3 - 0                | (D2) Dniepr Moguilev        |
| 19 février 1983 | Kolos Nikopol (uk) (D2) | 1 - 0                | (D2) Tekstilchtchik Ivanovo |
| 19 février 1983 | Kaïrat Alma-Ata (D2)    | 2 - 0                | (D2) Kouzbass Kemerovo      |
| 19 février 1983 | Zvezda Djizak (D2)      | 0 - 1                | (D2) Lokomotiv Moscou       |
| 19 février 1983 | Daugava Riga (D2)       | 1 - 2                | (D2) Dinamo Kirov           |
| 19 février 1983 | Guria Lantchkhouti (D2) | 0 - 0 ap (6 - 5 tab) | (D2) Fakel Voronej          |
| 19 février 1983 | Iskra Smolensk (D2)     | 2 - 0                | (D2) Zaria Vorochilovgrad   |

### Seizièmes de finale
Les rencontres de ce tour sont jouées les 24 et 25 février 1983. Les équipes de la première division 1983 font leur entrée à ce stade.
| Date            | Domicile                    | Score                | Extérieur               |
| --------------- | --------------------------- | -------------------- | ----------------------- |
| 24 février 1983 | Tchernomorets Odessa (D1)   | 1 - 0                | (D2) Kolos Nikopol (uk) |
| 24 février 1983 | Torpedo Moscou (D1)         | 1 - 0                | (D2) Guria Lantchkhouti |
| 24 février 1983 | Spartak Moscou (D1)         | 3 - 2 ap             | (D2) Tavria Simferopol  |
| 24 février 1983 | SKA Rostov (D2)             | 3 - 2                | (D1) Dinamo Minsk       |
| 24 février 1983 | Rotor Volgograd (D2)        | 1 - 0                | (D1) Dinamo Tbilissi    |
| 24 février 1983 | Pakhtakor Tachkent (D1)     | 2 - 1                | (D2) SKA-Khabarovsk     |
| 24 février 1983 | Neftchi Bakou (D1)          | 1 - 1 ap (3 - 4 tab) | (D1) CSKA Moscou        |
| 24 février 1983 | Metallist Kharkov (D1)      | 0 - 0 ap (6 - 5 tab) | (D2) Kaïrat Alma-Ata    |
| 24 février 1983 | Zénith Léningrad (D1)       | 3 - 0                | (D2) Iskra Smolensk     |
| 24 février 1983 | Dinamo Kirov (D2)           | 0 - 0 ap (4 - 5 tab) | (D1) Ararat Erevan      |
| 24 février 1983 | Dniepr Dniepropetrovsk (D1) | 2 - 0                | (D2) Lokomotiv Moscou   |
| 25 février 1983 | Chakhtior Donetsk (D1)      | 3 - 0                | (D1) Žalgiris Vilnius   |
| 25 février 1983 | Nistru Kichinev (D1)        | 0 - 2                | (D1) Torpedo Koutaïssi  |
| 25 février 1983 | Dinamo Moscou (D1)          | 1 - 0                | (D2) Kouban Krasnodar   |

### Huitièmes de finale
Les rencontres de ce tour sont jouées le 3 mars 1983.
| Date        | Domicile                    | Score    | Extérieur              |
| ----------- | --------------------------- | -------- | ---------------------- |
| 3 mars 1983 | Tchernomorets Odessa (D1)   | 0 - 2    | (D1) Zénith Léningrad  |
| 3 mars 1983 | CSKA Moscou (D1)            | 2 - 1    | (D2) SKA Rostov        |
| 3 mars 1983 | Torpedo Koutaïssi (D1)      | 3 - 2 ap | (D2) Rotor Volgograd   |
| 3 mars 1983 | Spartak Moscou (D1)         | 2 - 3 ap | (D1) Chakhtior Donetsk |
| 3 mars 1983 | Pakhtakor Tachkent (D1)     | 0 - 1    | (D1) Dinamo Moscou     |
| 3 mars 1983 | Ararat Erevan (D1)          | 2 - 4    | (D1) Metallist Kharkov |
| 3 mars 1983 | Dniepr Dniepropetrovsk (D1) | 3 - 1    | (D1) Torpedo Moscou    |

### Quarts de finale
Les rencontres de ce tour sont jouées le 11 mars 1983. Le Dinamo Kiev fait son entrée en lice durant cette phase.
| Date         | Domicile               | Score                | Extérieur                   |
| ------------ | ---------------------- | -------------------- | --------------------------- |
| 11 mars 1983 | CSKA Moscou (D1)       | 2 - 1                | (D1) Dniepr Dniepropetrovsk |
| 11 mars 1983 | Metallist Kharkov (D1) | 0 - 0 ap (5 - 3 tab) | (D1) Torpedo Koutaïssi      |
| 11 mars 1983 | Zénith Léningrad (D1)  | 3 - 1                | (D1) Dinamo Kiev            |
| 11 mars 1983 | Dinamo Moscou (D1)     | 1 - 3 ap             | (D1) Chakhtior Donetsk      |

### Demi-finales
Les rencontres de ce tour sont jouées le 19 mars 1983.
| Date         | Domicile               | Score                | Extérieur              |
| ------------ | ---------------------- | -------------------- | ---------------------- |
| 19 mars 1983 | CSKA Moscou (D1)       | 0 - 1 ap             | (D1) Metallist Kharkov |
| 19 mars 1983 | Chakhtior Donetsk (D1) | 1 - 1 ap (4 - 3 tab) | (D1) Zénith Léningrad  |

### Finale
| Titulaires :       |                           |     |
|                    |                           |     |
|                    | Valentin Ielinskas (ru)   |     |
|                    | Alekseï Varnavski (ru)    |     |
|                    | Aleksandr Sopko (en)      |     |
|                    | Igor Simonov (ru)         |     |
|                    | Vladimir Parkhomenko (ru) |     |
|                    | Valeri Roudakov (en)      |     |
|                    | Sergueï Iachtchenko (en)  | 74e |
|                    | Mikhaïl Sokolovski        |     |
|                    | Sergueï Morozov           | 63e |
|                    | Igor Iourtchenko (en)     |     |
|                    | Viktor Gratchiov          |     |
|                    |                           |     |
| Remplaçants :      |                           |     |
|                    | Sergueï Akimenko (ru)     | 63e |
|                    | Igor Petrov (en)          | 74e |
|                    |                           |     |
| Entraîneur :       |                           |     |
| Viktor Nossov (en) |                           |     |

| Titulaires :           |                            |     |
|                        |                            |     |
|                        | Iouri Sivoukha (en)        |     |
|                        | Viktor Kaplun (en)         |     |
|                        | Rostislav Pototchniak (ru) |     |
|                        | Aleksandr Boïko (ru)       | 46e |
|                        | Viktor Kamarzaïev (en)     |     |
|                        | Sergueï Kouznetsov (en)    |     |
|                        | Leonid Tkatchenko (en)     |     |
|                        | Viktor Souslo (ru)         | 63e |
|                        | Vladimir Linke (en)        |     |
|                        | Stanislav Bernikov (ru)    | 41e |
|                        | Iouri Tarassov (en)        |     |
|                        |                            |     |
| Remplaçants :          |                            |     |
|                        | Leonid Saakov (ru)         | 41e |
|                        | Aleksandr Gorbik (ru)      | 46e |
|                        | Sergueï Motouz (ru)        | 63e |
|                        |                            |     |
| Entraîneur :           |                            |     |
| Ievgueni Lemechko (en) |                            |     |

| Titulaires :       |                           |     |
|                    |                           |     |
|                    | Valentin Ielinskas (ru)   |     |
|                    | Alekseï Varnavski (ru)    |     |
|                    | Aleksandr Sopko (en)      |     |
|                    | Igor Simonov (ru)         |     |
|                    | Vladimir Parkhomenko (ru) |     |
|                    | Valeri Roudakov (en)      |     |
|                    | Sergueï Iachtchenko (en)  | 74e |
|                    | Mikhaïl Sokolovski        |     |
|                    | Sergueï Morozov           | 63e |
|                    | Igor Iourtchenko (en)     |     |
|                    | Viktor Gratchiov          |     |
|                    |                           |     |
| Remplaçants :      |                           |     |
|                    | Sergueï Akimenko (ru)     | 63e |
|                    | Igor Petrov (en)          | 74e |
|                    |                           |     |
| Entraîneur :       |                           |     |
| Viktor Nossov (en) |                           |     |

| Titulaires :           |                            |     |
|                        |                            |     |
|                        | Iouri Sivoukha (en)        |     |
|                        | Viktor Kaplun (en)         |     |
|                        | Rostislav Pototchniak (ru) |     |
|                        | Aleksandr Boïko (ru)       | 46e |
|                        | Viktor Kamarzaïev (en)     |     |
|                        | Sergueï Kouznetsov (en)    |     |
|                        | Leonid Tkatchenko (en)     |     |
|                        | Viktor Souslo (ru)         | 63e |
|                        | Vladimir Linke (en)        |     |
|                        | Stanislav Bernikov (ru)    | 41e |
|                        | Iouri Tarassov (en)        |     |
|                        |                            |     |
| Remplaçants :          |                            |     |
|                        | Leonid Saakov (ru)         | 41e |
|                        | Aleksandr Gorbik (ru)      | 46e |
|                        | Sergueï Motouz (ru)        | 63e |
|                        |                            |     |
| Entraîneur :           |                            |     |
| Ievgueni Lemechko (en) |                            |     |